# Điền kinh tại Đại hội Thể thao Đông Nam Á 2005
Bộ môn Điền kinh tại Đại hội Thể thao Đông Nam Á 2005, ngoài môn Marathon được tổ chức tại thành phố Pasay, các môn còn lại được thi đấu tại khu liên hợp thể thao Rezal Memorial ở thủ đô Manila, Philippines.
Tại kỳ đại hội lần này, một lần nữa Thái Lan khẳng định vị thế cường quốc thể thao số một trong khu vực Đông Nam Á của mình khi giành ngôi nhất toàn đoàn trong môn thể thao nữ hoàng, tuy họ không còn quá lấn lướt so với các đoàn khác như khi xưa. Với vị thế là nước chủ nhà, không ngạc nhiên khi Philippines giành ngôi vị thứ hai khu vực. Đại hội cũng đánh dấu vị thế mới của Việt Nam trên đấu trường thể thao khu vực khi đoàn giành được 7 tấm huy chương vàng, đặc biệt tấm chuy chương vàng nội dung 100 m nữ của Vũ Thị Hương, đồng thời các vận động viên Việt Nam cũng là tác giả của 3 trên 6 kỷ lục SEA Games mới của bộ môn điền kinh được lập tại đại hội kỳ này. Một số sự kiện đáng chú ý khác là việc đoàn Indonesia gần như biến mất khỏi bản đồ đấu trường khu vực khi chỉ giành được 1 huy chương vàng và việc do không hiểu luật khiến đoàn Việt Nam mất hai huy chương (một vàng và một bạc) ở nội dung 1500 m nam và marathon nữ.

## Bảng huy chương
| Hạng               | Đoàn               | Vàng | Bạc | Đồng | Tổng số |
| ------------------ | ------------------ | ---- | --- | ---- | ------- |
| 1                  | Thái Lan           | 12   | 13  | 19   | 44      |
| 2                  | Philippines        | 9    | 11  | 9    | 29      |
| 3                  | Việt Nam           | 8    | 8   | 4    | 20      |
| 4                  | Malaysia           | 8    | 3   | 3    | 14      |
| 5                  | Myanmar            | 4    | 3   | 1    | 8       |
| 6                  | Singapore          | 3    | 1   | 4    | 8       |
| 7                  | Indonesia          | 1    | 6   | 5    | 12      |
| Tổng số (7 đơn vị) | Tổng số (7 đơn vị) | 45   | 45  | 45   | 135     |

## Kết quả

### 100 m nam
| Huy chương | Vận động viên          | Quốc gia  | Thành tích |
| Vàng       | Wachara Sondee         | Thái Lan  | 10.47      |
| Bạc        | Sompote Suwannarangsri | Thái Lan  | 10.52      |
| Đồng       | Suryo Agung Wibowo     | Indonesia | 10.57      |

### 110 m vượt rào nam
| Huy chương | Vận động viên      | Quốc gia | Thành tích |
| Vàng       | Mohd Robani Hassan | Malaysia | 14.08      |
| Bạc        | Muhd Faiz Mohammad | Malaysia | 14.16      |
| Đồng       | Narongdech Janjai  | Thái Lan | 14.22      |

### 200 m nam
| Huy chương | Vận động viên          | Quốc gia  | Thành tích |
| Vàng       | Sittichai Suwonprateep | Thái Lan  | 20.94      |
| Bạc        | John Herman Murai      | Indonesia | 21.27      |
| Đồng       | Sompote Suwannarangsri | Thái Lan  | 21.40      |

### 400 m nam
| Huy chương | Vận động viên             | Quốc gia    | Thành tích |
| Vàng       | Jimar Aing                | Philippines | 47.03      |
| Bạc        | Ernie Candelario          | Philippines | 47.06      |
| Đồng       | Mohd Zafril Mohd Zuslaini | Malaysia    | 47.25      |

### 400 m vượt rào nam
| Huy chương | Vận động viên             | Quốc gia  | Thành tích |
| Vàng       | Shahadan Jamaludin        | Malaysia  | 51.28      |
| Bạc        | Apisit Kuttiyawan         | Thái Lan  | 51.54      |
| Đồng       | Mohd Zafril Mohd Zuslaini | Indonesia | 51.61      |

### 800 m nam
| Huy chương | Vận động viên | Quốc gia    | Thành tích |
| Vàng       | Lê Văn Dương  | Việt Nam    | 1' 51.15   |
| Bạc        | Midel Dique   | Philippines | 1' 51.53   |
| Đồng       | John Lozada   | Philippines | 1' 51.57   |

### 1500 m nam
| Huy chương | Vận động viên | Quốc gia    | Thành tích |
| Vàng       | Aung Thi Ha   | Myanma      | 3' 39.25   |
| Bạc        | Hariyono      | Indonesia   | 3' 50.40   |
| Đồng       | Rene Herera   | Philippines | 3' 50.89   |

### 3000 m vượt chướng ngại vật nam
| Huy chương | Vận động viên       | Quốc gia    | Thành tích |
| Vàng       | Rene Herera         | Philippines | 8' 56.14   |
| Bạc        | Trần Văn Thắng      | Việt Nam    | 9' 07.89   |
| Đồng       | Patikarn Pechsricha | Thái Lan    | 9' 13.27   |

### 5000 m nam
| Huy chương | Vận động viên     | Quốc gia    | Thành tích |
| Vàng       | Boonthung Srisung | Thái Lan    | 14' 15.09  |
| Bạc        | Julius Sermona    | Philippines | 14' 45.44  |
| Đồng       | Amnuay Tongmit    | Thái Lan    | 15' 24.05  |

### 10000 m nam
| Huy chương | Vận động viên      | Quốc gia    | Thành tích |
| Vàng       | Boonthung Srisung  | Thái Lan    | 29' 29.59  |
| Bạc        | Eduardo Buenavista | Philippines | 29' 49.77  |
| Đồng       | Julius Sermona     | Philippines | 30' 45.45  |

### Đi bộ 20 km nam
| Huy chương | Vận động viên                | Quốc gia | Thành tích   |
| Vàng       | Mohd Sharrulhaizy Abd Rahman | Malaysia | 1 h 35' 45.1 |
| Bạc        | Thiru Kumaran Balay Sendram  | Malaysia | 1 h 36' 27.4 |
| Đồng       | Veerapun Anunchai            | Thái Lan | 1h 42' 39.7  |

### Marathon nam
| Huy chương | Vận động viên     | Quốc gia    | Thành tích |
| Vàng       | Boonchoo Jandacha | Thái Lan    | 2 h 29' 27 |
| Bạc        | Roy Vence         | Philippines | 2 h 30' 11 |
| Đồng       | Allan Ballester   | Philippines | 2 h 32' 25 |

### Tiếp sức 4 x 100 m nam
| Huy chương | Vận động viên                                                                         | Quốc gia    | Thành tích |
| Vàng       | Wachara Sondee, Sompote Suwannarangsri, Ekkachai Janthana, Sittichai Suwonprateep     | Thái Lan    | 39.74      |
| Bạc        | Arnold Villarube, Ralph Waldy Soguilon, Albert Salcedo, Henry Dagmil                  | Philippines | 40.55      |
| Đồng       | Mohd Shameer Mohd Ayub, Erzalmaniq Fawy Rawi, Poh Seng Song, Umagua Kancanangai Shaym | Singapore   | 40.59      |

### Tiếp sức 4 x 400 m nam
| Huy chương | Vận động viên                                                                          | Quốc gia    | Thành tích |
| Vàng       | Kashus Perona, Jimar Aing, Julius Nieras, Ernie Candelario                             | Philippines | 3' 09.15   |
| Bạc        | Supachi Phachsay, Banjong Lachua, Jukkatip Pojaroen, Apisit Kuttiyawan                 | Thái Lan    | 3' 10.53   |
| Đồng       | Shahadan Jamaludin, Amran Raj Krishnan, Mohd Zafril Mohd Zuslaini, Jayakumar Dewarajoo | Malaysia    | 3' 23.27   |

### Nhảy xa nam
| Huy chương | Vận động viên                | Quốc gia    | Thành tích                    |
| Vàng       | Henry Dagmil                 | Philippines | 7 m 81 - Kỷ lục SEA Games mới |
| Bạc        | Mohd Syahrul Amri Md Suhaimi | Malaysia    | 7 m 69                        |
| Đồng       | Kittisak Sukon               | Thái Lan    | 7 m 54                        |

### Nhảy ba bước nam
| Huy chương | Vận động viên       | Quốc gia    | Thành tích |
| Vàng       | Theerayut Philakong | Thái Lan    | 16.00 m    |
| Bạc        | Joebert Delicano    | Philippines | 15.92 m    |
| Đồng       | Nattaporn Nomkanha  | Thái Lan    | 15.75 m    |

### Nhảy cao nam
| Huy chương | Vận động viên         | Quốc gia | Thành tích |
| Vàng       | Nguyễn Duy Bằng       | Việt Nam | 2 m 14     |
| Bạc        | Nguyễn Thanh Phong    | Việt Nam | 2 m 11     |
| Đồng       | Chokchai Jirasukrujee | Thái Lan | 2 m 11     |

### Nhảy sào nam
| Huy chương | Vận động viên       | Quốc gia    | Thành tích |
| Vàng       | Amnat Kunpadit      | Thái Lan    | 4.90 m     |
| Bạc        | Sompong Saombankuay | Thái Lan    | 4.80 m     |
| Đồng       | Emerson Obiena      | Philippines | 4.60 m     |

### Đẩy tạ nam
| Huy chương | Vận động viên       | Quốc gia  | Thành tích |
| Vàng       | Chatchawal Pol Yeng | Thái Lan  | 17 m 06    |
| Bạc        | Sarayudh Pinitjit   | Thái Lan  | 16 m 66    |
| Đồng       | Wong Tuck Yim James | Singapore | 12 m 66    |

### Ném đĩa nam
| Huy chương | Vận động viên       | Quốc gia  | Thành tích |
| Vàng       | Wong Tuck Yim James | Singapore | 55 m 11    |
| Bạc        | Sawang Sawasdee     | Thái Lan  | 52 m 51    |
| Đồng       | Kvanchai Numsomboon | Thái Lan  | 51 m 31    |

### Ném lao nam
| Huy chương | Vận động viên   | Quốc gia    | Thành tích |
| Vàng       | Danilo Fresnido | Philippines | 70 m 20    |
| Bạc        | Sanya Buathong  | Thái Lan    | 66 m 09    |
| Đồng       | Dandy Gallenero | Philippines | 65 m 80    |

### Ném búa nam
| Huy chương | Vận động viên     | Quốc gia    | Thành tích                     |
| Vàng       | Arniel Ferrera    | Philippines | 60 m 47 - Kỷ lục SEA Games mới |
| Bạc        | Jerro Perater     | Philippines | 53 m 44                        |
| Đồng       | Yong Jaros Kanjus | Thái Lan    | 52 m 74                        |

### 10 môn phối hợp nam
| Huy chương | Vận động viên   | Quốc gia | Thành tích |
| Vàng       | Vũ Văn Huyện    | Việt Nam | 7139 điểm  |
| Bạc        | Boonkete Chalon | Thái Lan | 7034 điểm  |
| Đồng       | Bùi Văn Hà      | Việt Nam | 6937 điểm  |

### 100 m nữ
| Huy chương | Vận động viên   | Quốc gia | Thành tích |
| Vàng       | Vũ Thị Hương    | Việt Nam | 11.49      |
| Bạc        | Nongnuch Sanrat | Thái Lan | 11.63      |
| Đồng       | Orranut Klomdee | Thái Lan | 11.66      |

### 100 m vượt rào nữ
| Huy chương | Vận động viên  | Quốc gia  | Thành tích |
| Vàng       | Moh Siew Wei   | Malaysia  | 13.54      |
| Bạc        | Dedeh Erawati  | Indonesia | 13.58      |
| Đồng       | Trecia Roberts | Thái Lan  | 14.25      |

### 200 m nữ
| Huy chương | Vận động viên         | Quốc gia | Thành tích |
| Vàng       | Kay Khine Lwin        | Myanma   | 23.77      |
| Bạc        | Vũ Thị Hương          | Việt Nam | 23.86      |
| Đồng       | Juyamass Tawoncharoen | Thái Lan | 23.97      |

### 400 m nữ
| Huy chương | Vận động viên     | Quốc gia | Thành tích |
| Vàng       | Yin Yin Khine     | Myanma   | 52.69      |
| Bạc        | Kay Khine Lwin    | Myanma   | 54.10      |
| Đồng       | Saowalee Kaewchuy | Thái Lan | 54.88      |

### 400 m vượt rào nữ
| Huy chương | Vận động viên     | Quốc gia    | Thành tích |
| Vàng       | Wassana Winatho   | Thái Lan    | 57.20      |
| Bạc        | Nguyễn Thị Nụ     | Việt Nam    | 1' 00.37   |
| Đồng       | Mary Grace Milgar | Philippines | 1' 01.37   |

### 800 m nữ
| Huy chương | Vận động viên     | Quốc gia | Thành tích                      |
| Vàng       | Đỗ Thị Bông       | Việt Nam | 2' 03.65 - Kỷ lục SEA Games mới |
| Bạc        | Yin Yin Khine     | Myanma   | 2' 04.11                        |
| Đồng       | Trương Thanh Hằng | Việt Nam | 2' 04.60                        |

### 1500 m nữ
| Huy chương | Vận động viên     | Quốc gia  | Thành tích                      |
| Vàng       | Trương Thanh Hằng | Việt Nam  | 4' 18.50 - Kỷ lục SEA Games mới |
| Bạc        | Đỗ Thị Bông       | Việt Nam  | 4' 21.46                        |
| Đồng       | Oliva Sadi        | Indonesia | 4' 22.39                        |

### 5000 m nữ
| Huy chương | Vận động viên     | Quốc gia    | Thành tích |
| Vàng       | Oliva Sadi        | Indonesia   | 16' 34.94  |
| Bạc        | Mercedita Manipol | Philippines | 16' 42.17  |
| Đồng       | Rini Budiarti     | Indonesia   | 16' 43.92  |

### 10000 m nữ
| Huy chương | Vận động viên     | Quốc gia    | Thành tích |
| Vàng       | Mercedita Manipol | Philippines | 35' 38.04  |
| Bạc        | Pa Pa             | Myanma      | 35' 39.08  |
| Đồng       | Trương Thị Mai    | Việt Nam    | 37' 00.82  |

### Đi bộ 20 km nữ
| Huy chương | Vận động viên      | Quốc gia  | Thành tích   |
| Vàng       | Yuan Yu Fang       | Malaysia  | 1 h 42' 52.2 |
| Bạc        | Darwati            | Indonesia | 1 h 52' 13.4 |
| Đồng       | Tanaphon Peamsakun | Thái Lan  | 1h 53' 52.6  |

### Marathon nữ
| Huy chương | Vận động viên         | Quốc gia    | Thành tích |
| Vàng       | Christabel Martes     | Philippines | 2 h 47' 07 |
| Bạc        | Feri Marince Subnafeu | Indonesia   | 2 h 54' 23 |
| Đồng       | Pa Pa                 | Myanma      | 2 h 54' 55 |

### Tiếp sức 4 x 100 m nữ
| Huy chương | Vận động viên                                                               | Quốc gia  | Thành tích |
| Vàng       | Orranut Klomdee, Jutamass Tawoncharoen, Sangwan Jaksunin, Nongnuch Sanrat   | Thái Lan  | 44.30      |
| Bạc        | Vũ Thị Hương, Lê Ngọc Phương, Hoàng Thị Thu Hương, Mai Thị Phương           | Việt Nam  | 45.11      |
| Đồng       | Deysie Natalia Sumigar, Irene Truitje Joseph, Serafi Anelies Unani, Supiati | Indonesia | 46.01      |

### Tiếp sức 4 x 400 m nữ
| Huy chương | Vận động viên                                                                  | Quốc gia | Thành tích |
| Vàng       | Yin Yin Khine, Myint Myint Aye, Kyaw Swar Moe, Kay Khine Lwin                  | Myanma   | 3' 35.68   |
| Bạc        | Yuangjan Panthakarn, Wassana Winatho, Sunantha Kinnareewong, Saowalee Kaewchuy | Thái Lan | 3' 39.49   |
| Đồng       | Lê Thị Hồng Anh, Nguyễn Thị Thắm, Nguyễn Thị Nụ, Nguyễn Thị Bắc                | Việt Nam | 3' 43.91   |

### Nhảy xa nữ
| Huy chương | Vận động viên       | Quốc gia    | Thành tích |
| Vàng       | Marestella Torres   | Philippines | 6 m 47     |
| Bạc        | Lerma Elmira Gabito | Philippines | 6 m 45     |
| Đồng       | Ngew Si Mei         | Malaysia    | 6 m 27     |

### Nhảy ba bước nữ
| Huy chương | Vận động viên | Quốc gia | Thành tích                     |
| Vàng       | Ngew Si Mei   | Malaysia | 13 m 61 - Kỷ lục SEA Games mới |
| Bạc        | W. Rittiwat   | Thái Lan | 13 m 20                        |
| Đồng       | T. Muang Jan  | Thái Lan | 13 m 00                        |

### Nhảy cao nữ
| Huy chương | Vận động viên        | Quốc gia | Thành tích                    |
| Vàng       | Bùi Thị Nhung        | Việt Nam | 1 m 89 - Kỷ lục SEA Games mới |
| Bạc        | Nguyễn Thị Ngọc Thy  | Việt Nam | 1 m 86                        |
| Đồng       | Noen-Ruthai Chaipech | Thái Lan | 1 m 83                        |

### Nhảy sào nữ
| Huy chương | Vận động viên   | Quốc gia | Thành tích                    |
| Vàng       | Rosalinda Samsu | Malaysia | 4 m 10 - Kỷ lục SEA Games mới |
| Bạc        | Lê Thị Phương   | Việt Nam | 4 m 00                        |
| Đồng       | Sanisa Kao-Iad  | Thái Lan | 3 m 60                        |

### Đẩy tạ nữ
| Huy chương | Vận động viên       | Quốc gia  | Thành tích |
| Vàng       | Zhang Guirong       | Singapore | 17 m 40    |
| Bạc        | Du Xianhui          | Singapore | 17 m 37    |
| Đồng       | Juthaporn Krasaeyan | Thái Lan  | 14 m 15    |

### Ném đĩa nữ
| Huy chương | Vận động viên       | Quốc gia  | Thành tích |
| Vàng       | Du Xianhui          | Singapore | 49 m 48    |
| Bạc        | Juthaporn Krasaeyan | Thái Lan  | 48 m 93    |
| Đồng       | Zhang Guirong       | Singapore | 48 m 62    |

### Ném lao nữ
| Huy chương | Vận động viên   | Quốc gia    | Thành tích                     |
| Vàng       | Bouban Pamang   | Thái Lan    | 55 m 06 - Kỷ lục SEA Games mới |
| Bạc        | Rosie Villarito | Philippines | 49 m 43                        |
| Đồng       | Zhang Guirong   | Singapore   | 48 m 70                        |

### Ném búa nữ
| Huy chương | Vận động viên          | Quốc gia    | Thành tích |
| Vàng       | Siti Shahidah Abdullah | Malaysia    | 53.35 m    |
| Bạc        | Yurita Arianny Arsyad  | Indonesia   | 49.75 m    |
| Đồng       | Loralie Amahit         | Philippines | 48.63 m    |

### 7 môn phối hợp nữ
| Huy chương | Vận động viên      | Quốc gia    | Thành tích |
| Vàng       | Watchaporn Masin   | Thái Lan    | 3249 điểm  |
| Bạc        | Nguyễn Thị Thu Cúc | Việt Nam    | 3190 điểm  |
| Đồng       | Narcisa Atienza    | Philippines | 3121 điểm  |